# اينجه باغ (أديامان)
اينجه باغ (بالتركية: İncebağ)‏ هي قرية تتبع إداريّاً لمديرية أديامان في محافظة أديامان التركية الواقعة في جنوب شرق الأناضول. بلغ عدد سكانها 403 نسمة في عام 2021.